# 秀明小學
秀明小學（英語：Sau Ming Primary School）是一所香港觀塘區的津貼小學，前身為1946年創校的旺角勞工子弟學校小學部，於2001年遷至位於秀茂坪邨的現址並更名。

## 歷史
秀明小學的歷史，可以追溯至1946年成立的「灣仔勞工子弟學校」，由港九勞工教育促進會（現香港勞校教育機構）成立。此後三年，該會先後在全港開設12所同類學校。然而，由於政治因素，該等學校於1949-51年間被勒令關閉或迫遷，最後只剩下5所。1951年4月，「灣仔勞工子弟學校」正式遷至何文田公主道校舍，易名為「旺角勞工子弟學校」。原校初期僅開設小學部，至1961-75年間才陸續開辦中學各級，並於1981年將各分校合併。1985年，小學部正式實行全日制，並一直維持至今。
雖然原校中學部已於1991年改為直資中學，然而小學部仍為私立學校。
由於原來的何文田校舍需由中、小學部共用，導致空間不足。因此，旺角勞工子弟學校小學部於1999年申請遷校，並於同年8月獲分配秀茂坪邨現址的校舍。兩年後，小學部隨新校舍落成而遷出何文田，並更名為「秀明小學」及開始接受津貼；至於中學部則繼續在原址辦學，其後於2018年更名為「創知中學」。

## 校舍

### 何文田原址

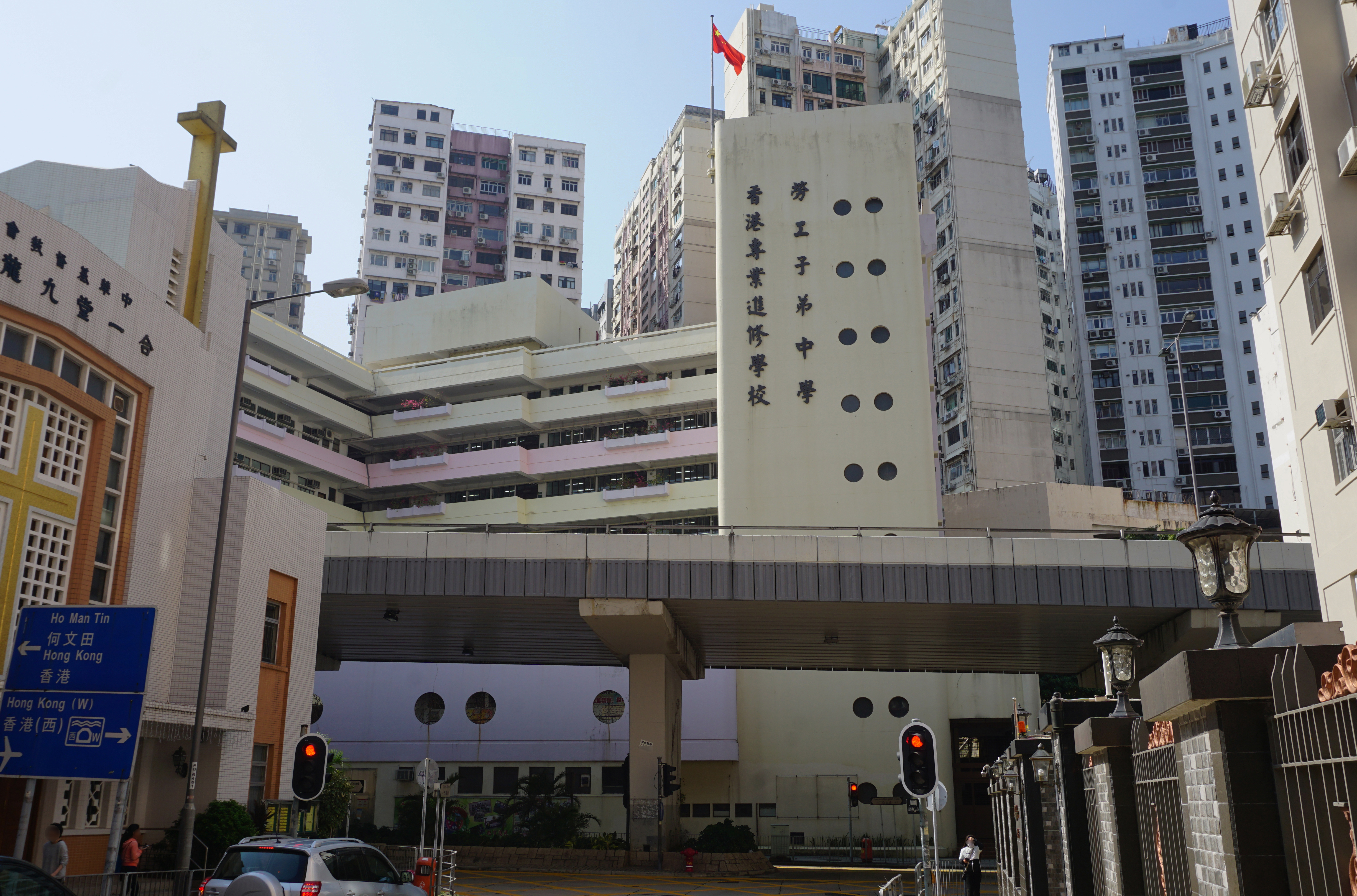
位於何文田的舊校舍，目前為創知中學校舍

此校前身的「旺角勞工子弟學校小學部」，其校舍位於何文田公主道，佔地5,190平方米，當年中、小學部需共用同一校舍上課，而此校佔用其中11間課室。
隨著小學部於2001年遷入觀塘現址，舊有校舍由中學部（現名創知中學）全面接管。

### 觀塘現址
秀明小學現址為一所採用早期設計的小學千禧校舍，屬於秀茂坪邨重建第6期，佔地8,000平方米，設有30間課室及各種特別室。
值得一提的是，此校連同同邨的基督教聖約教會堅樂小學，為全港首兩份交付立法會表決的小學千禧校舍建設計劃，於1998年2月交付表決。此等校舍均由房委會代建，並連同屬於同一期數的秀茂坪商場，由鴻運建築承建。
此校目前是區議會選舉秀茂坪中選區的兩個指定票站之一，亦同時用作立法會選舉票站。

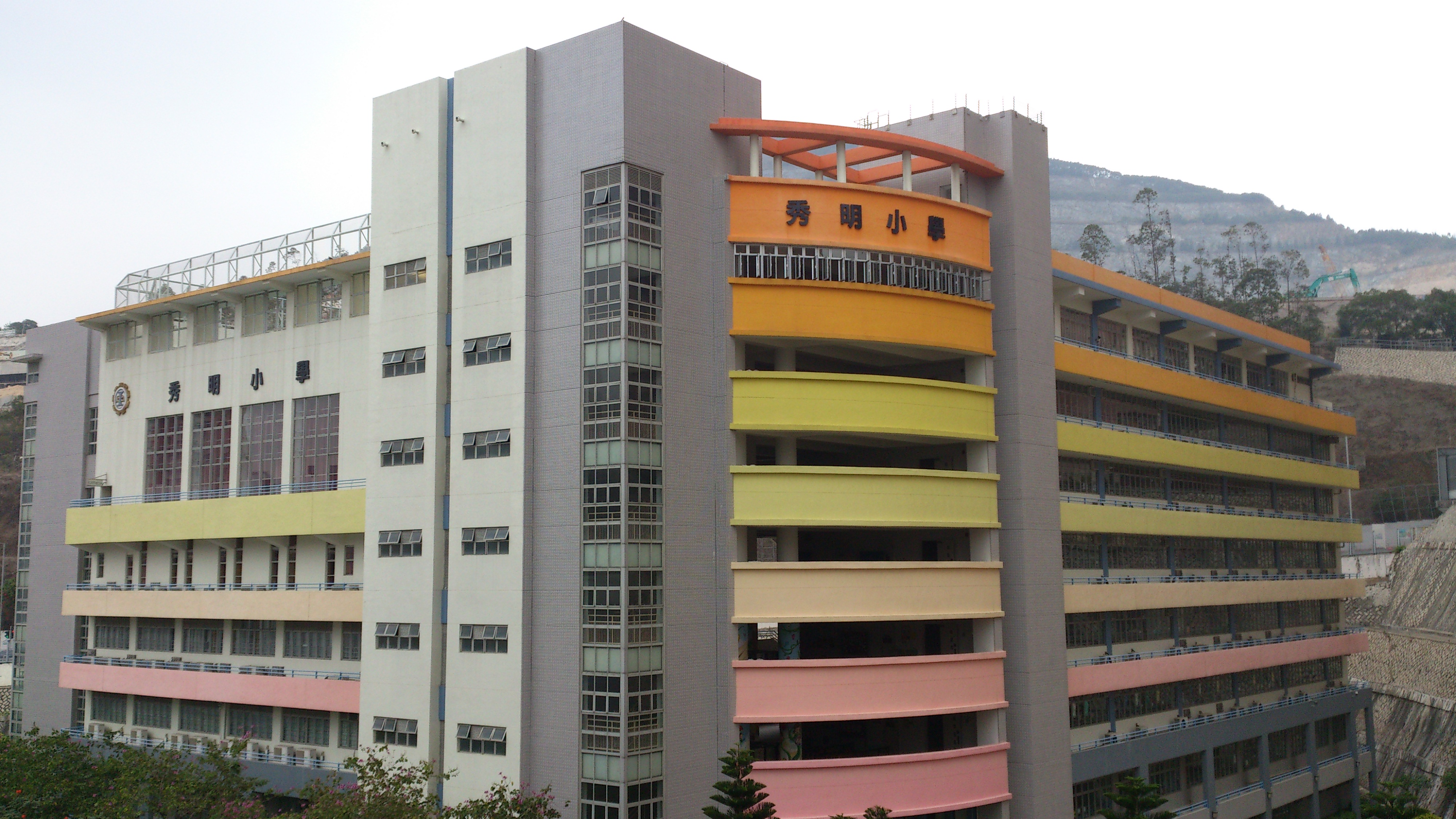
翻油前的校舍（2013年2月）
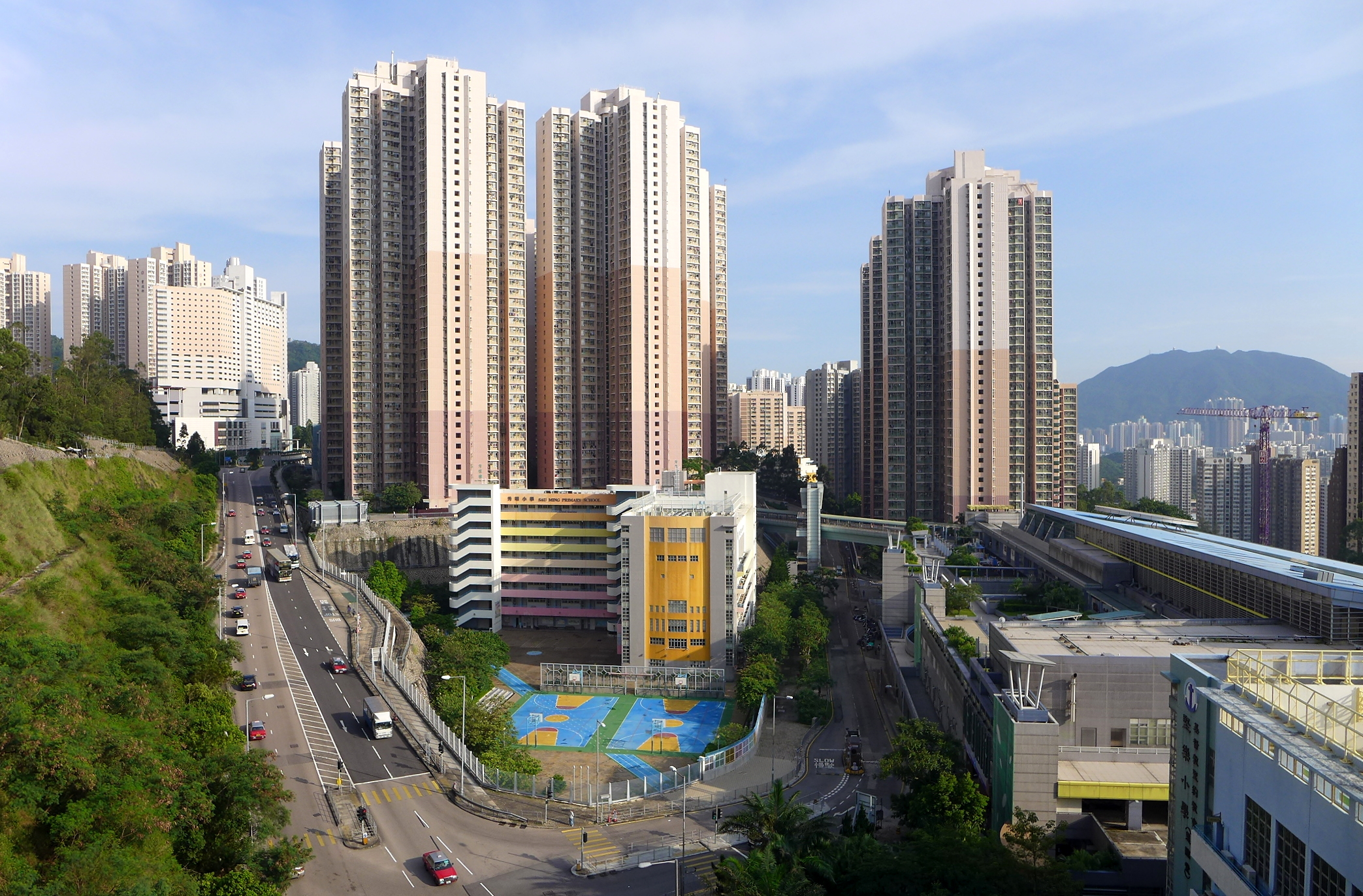
翻油前的校舍（2016年8月）
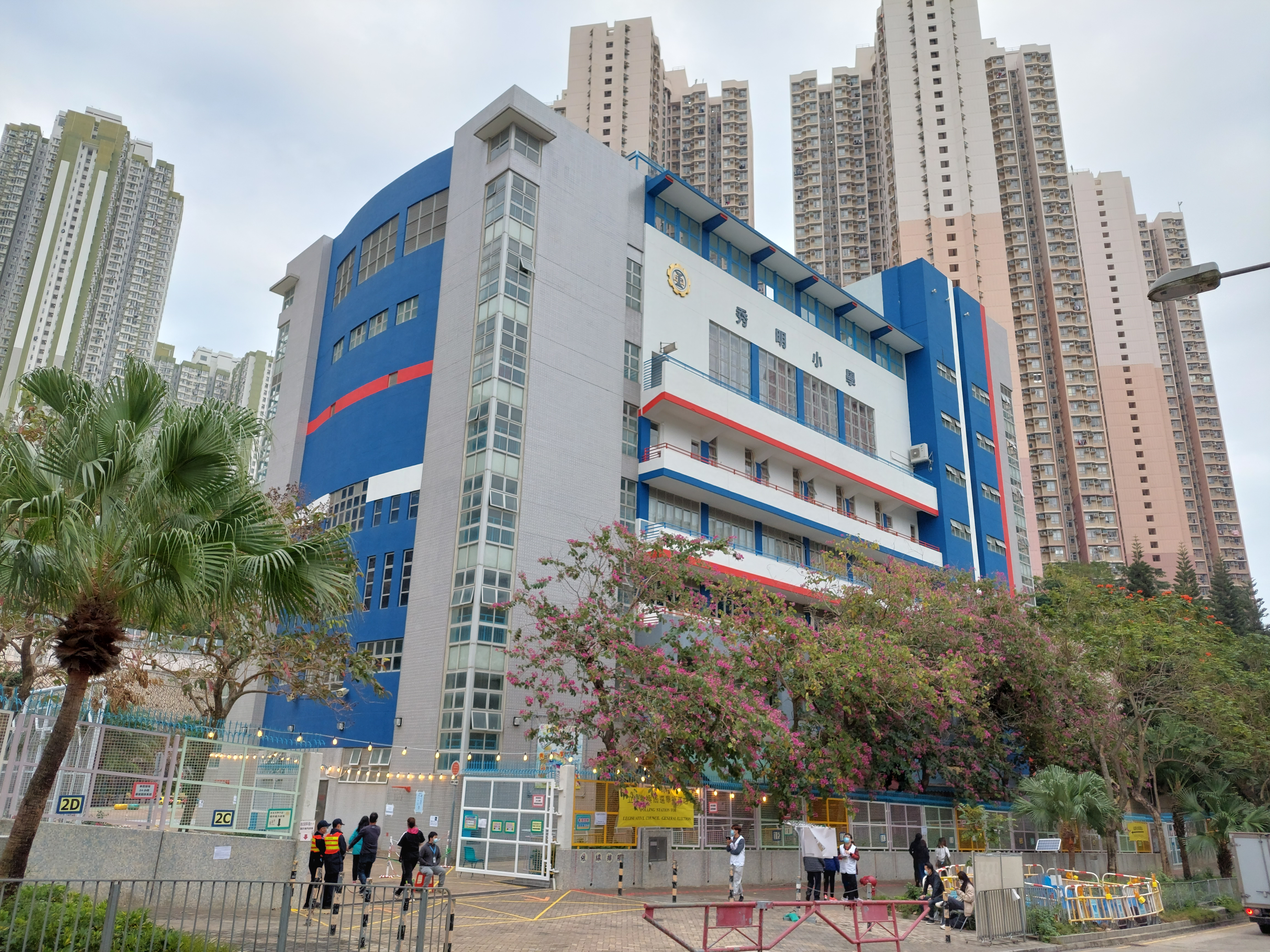
校舍西南面
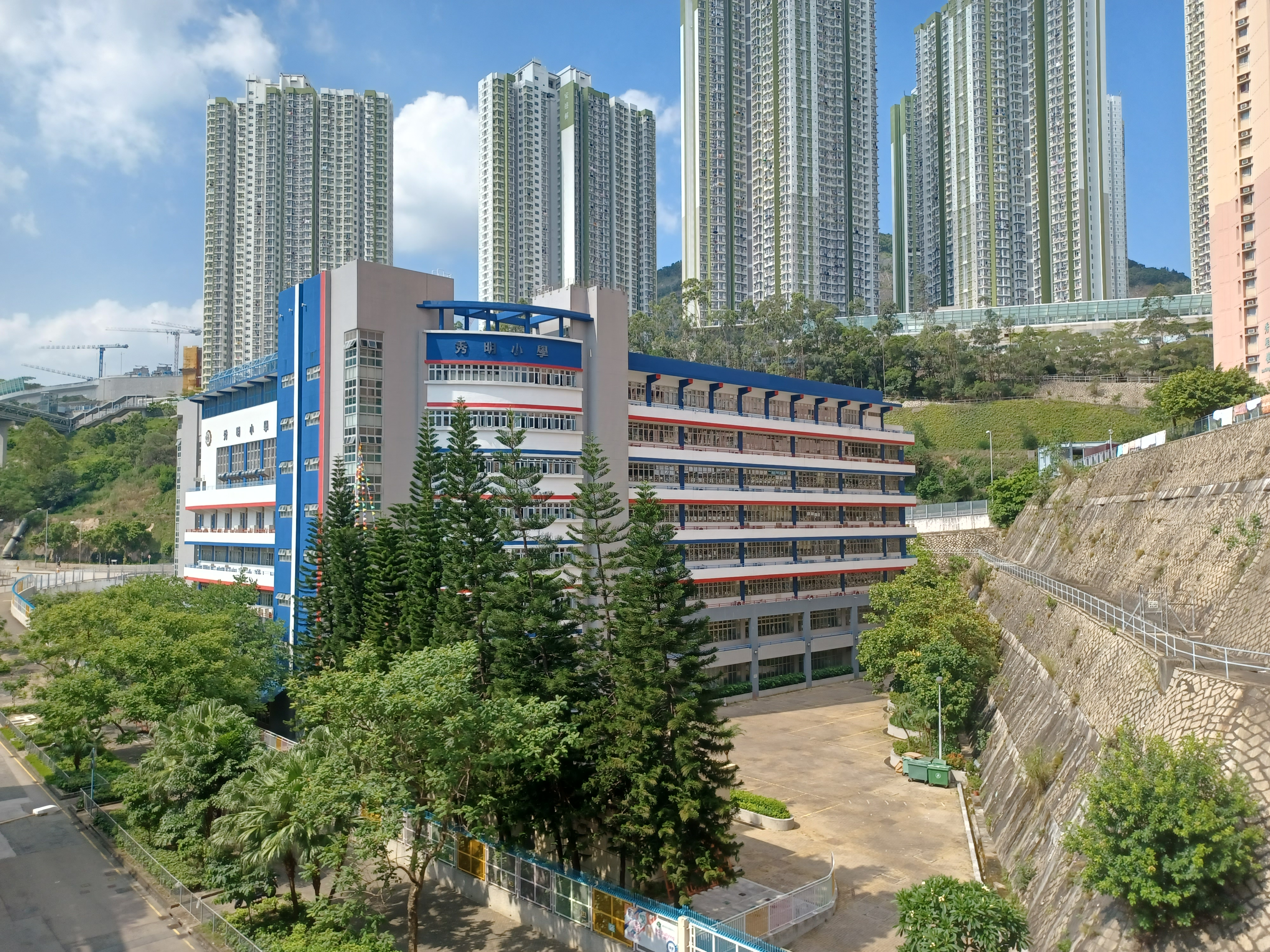
校舍東南面

## 歷任行政人員

### 校監

#### 旺角勞工子弟學校時代
- 黃永剛先生[11]

#### 秀明小學時代
- 區潤崧女士
- 卓愛華女士

### 校長

#### 旺角勞工子弟學校時代
- 1949年：謝振有先生[12]
- 1949年至1979年：鄒劍卿女士[13]（1961年起兼任中、小學部校長，下同）
- 1979年至1988年：黃永剛先生
- 1988年至2001年：譚國雄先生（及後小學部連同兩校校長職位分拆）[11]

#### 秀明小學時代
- 2001年至2017年：卓愛華女士（分拆後小學第一任校長，退休後改任校監）
- 2017年至2023年：陳俊敏女士
- 2023年至今：曾嘉文女士

## 著名校友

### 旺角勞工子弟學校小學部時代
- 黎漢持（1963年小六）：香港已故男演員[14]
- 蔡若蓮（1979年小六）：教育局局長、前福建中學（小西灣）校長
- 王國興，BBS，MH：工聯會前立法會議員（香港島）、前東區區議會議員[15]

## 外部連結
- 秀明小學官方網站 （页面存档备份，存于）